# Penthetria appendicula
Penthetria appendicula är en tvåvingeart som beskrevs av Hardy 1945. Penthetria appendicula ingår i släktet Penthetria och familjen hårmyggor.
Artens utbredningsområde är Costa Rica. Inga underarter finns listade i Catalogue of Life.